# Yoshihiro Okumura
Yoshihiro Okumura (jap. 奥村 幸大 Okumura Yoshihiro; ur. 9 maja 1983) – japoński pływak. Brązowy medalista olimpijski z Aten.
Specjalizował się w stylu dowolnym. Medal zdobył w sztafecie 4x100 metrów stylem zmiennym. Na igrzyskach azjatyckich w 2002 zdobył cztery medale, w tym srebro na dystansie 200 metrów kraulem oraz w trzech sztafetach.